# Kastorfer Rinne
Kastorfer Rinne este o arie protejată (arie specială de conservare — SAC, sit de importanță comunitară — SCI) din Germania întinsă pe o suprafață de 386 ha, integral pe uscat.

## Localizare
Centrul sitului Kastorfer Rinne este situat la coordonatele 53°38′52″N 13°05′23″E / 53.6478°N 13.0897°E.

## Înființare
Situl Kastorfer Rinne a fost declarat sit de importanță comunitară în aprilie 2004 pentru a proteja 1 specie de animale. Situl a fost protejat și ca arie specială de conservare în august 2016.

## Biodiversitate
Situată în ecoregiunea continentală, aria protejată conține 3 habitate naturale: Ape puternic oligomezotrofe cu vegetație bentonică cu Chara spp., Lacuri eutrofice naturale cu vegetație de tip Magnopotamion sau Hydrocharition, Păduri de fag Asperulo-Fagetum.
La baza desemnării sitului se află o specie protejată de  mamifere: vidră de râu (Lutra lutra)